# Blaenau Gwent
Blaenau Gwent es una autoridad unitaria en el sur de Gales, Reino Unido. Es asimismo una ciudad y un condado, que limita al occidente con los de Monmouthshire y Torfaen, al oriente con Caerphilly y al norte con Powys. Otras ciudades importantes son Abertillery, Brynmawr, Ebbw Vale, Tredegar y Beaufort.

## Localidades con población (año 2016)
- Abertillery 10,762
- Blaina 4,736
- Brynmawr 5,575
- Cwm 2,760
- Ebbw Vale 18,140
- Llanhilleth 2,937
- Nantyglo 4,532
- Tredegar 14,995
- Waun-Lwyd 1,495[3]